# Dominikanerkirche (Landshut)

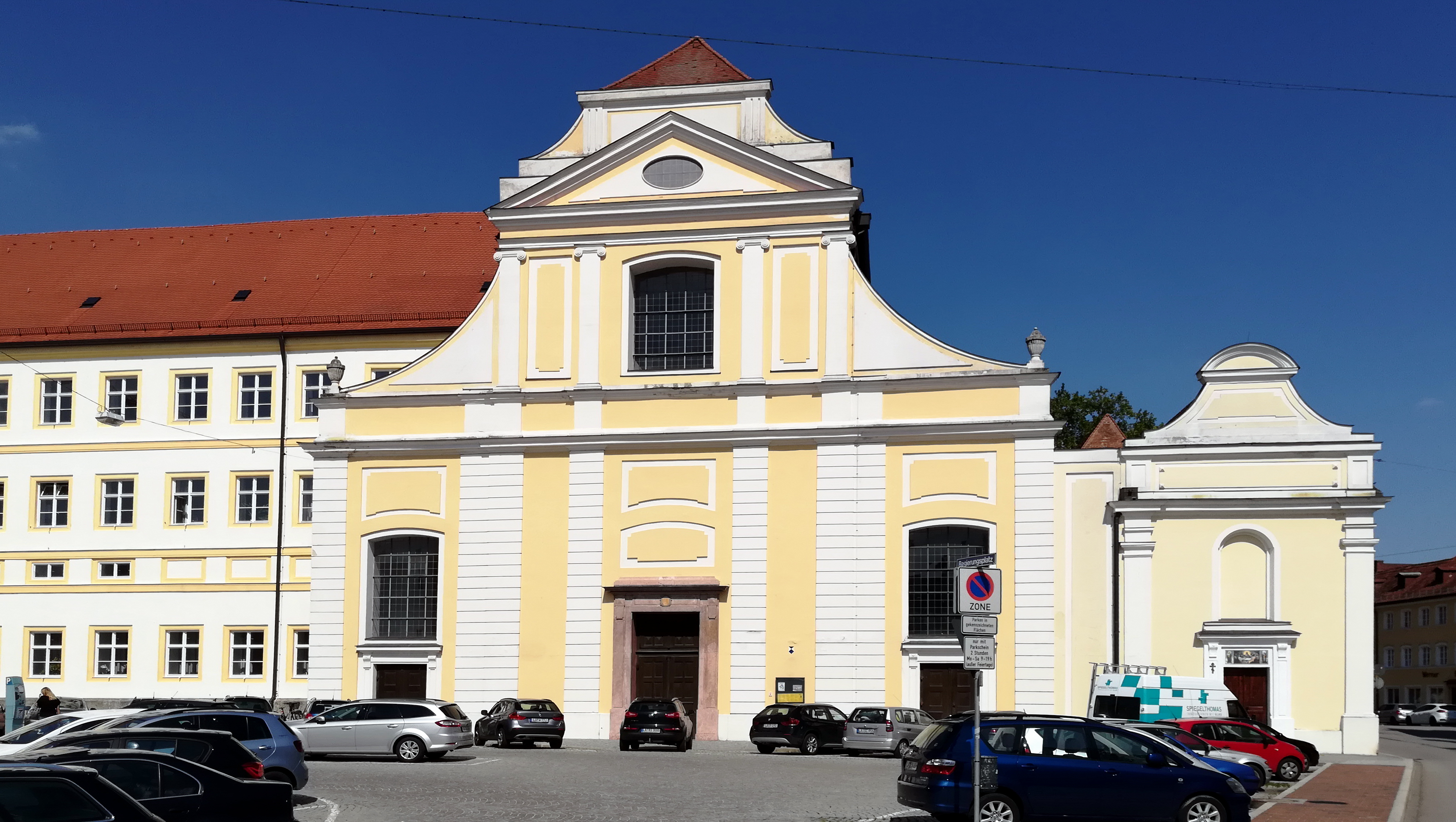
Hauptfassade der Dominikanerkirche

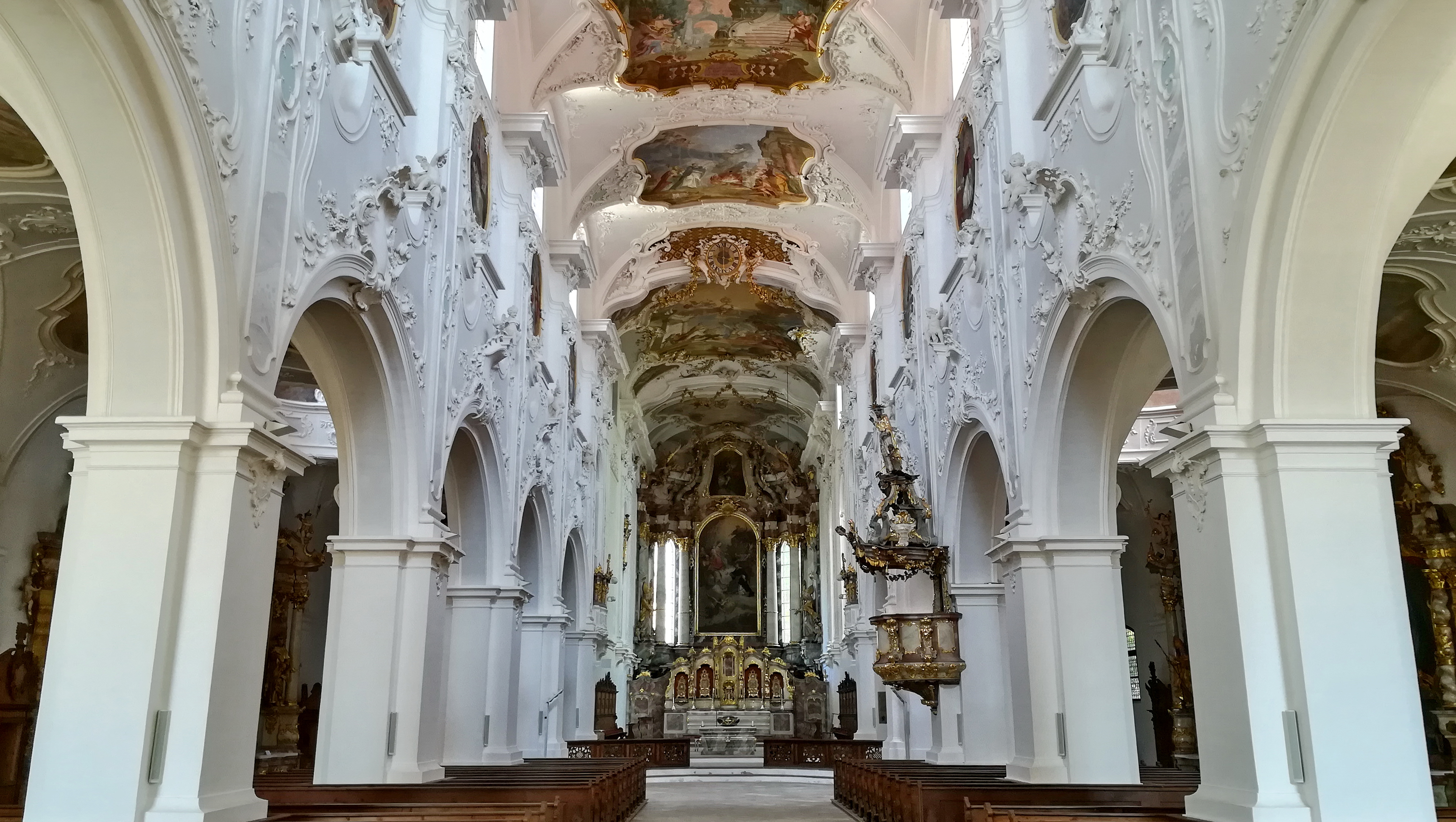
Innenansicht der Dominikanerkirche

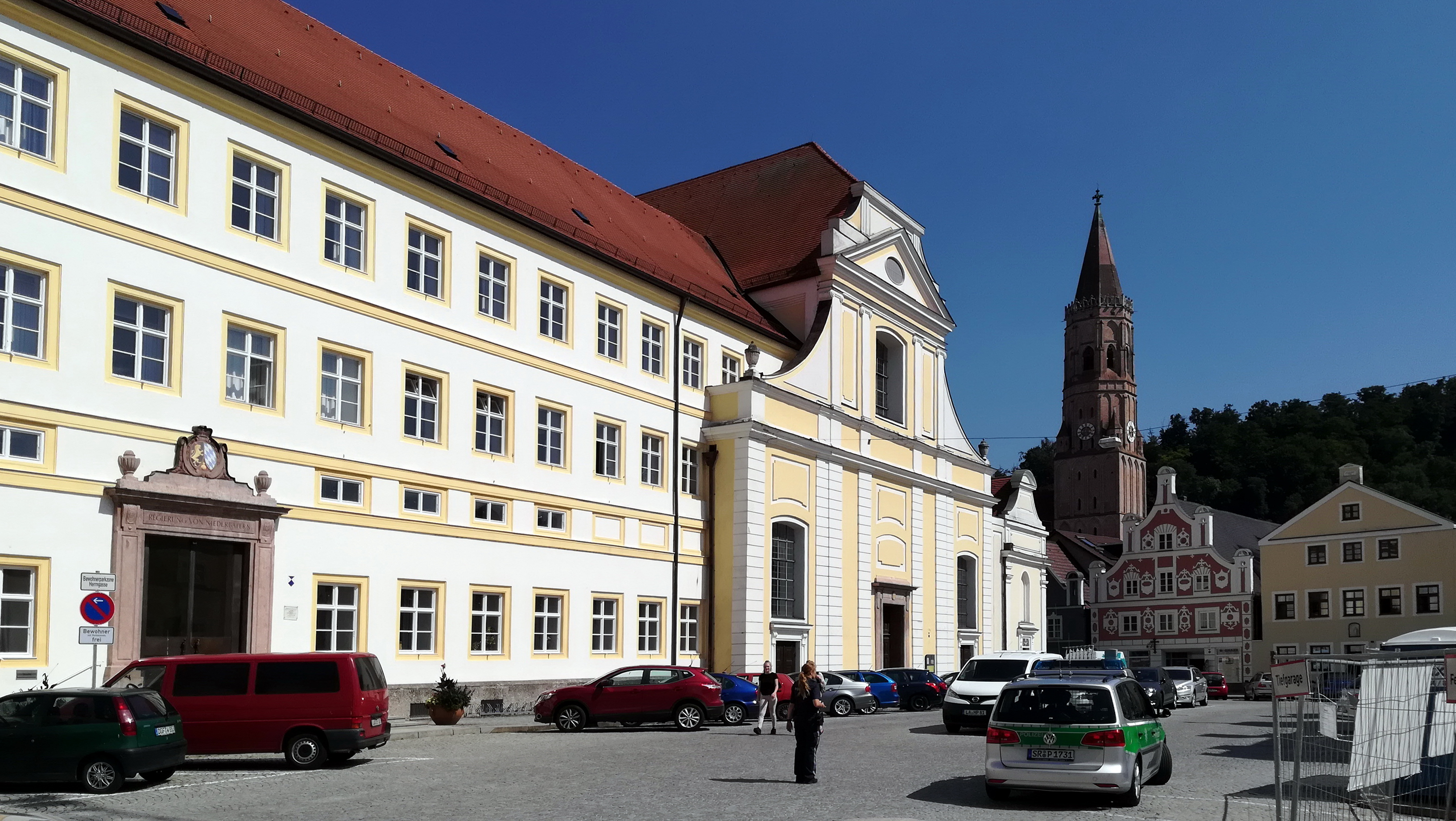
Hauptfassade und ehemaliges Dominikanerkloster links

Die ehemalige Dominikaner-Klosterkirche St. Blasius (auch Dominikanerkirche) am Regierungsplatz in Landshut war die Klosterkirche des Dominikanerklosters, das über viele Jahrhunderte bestand. Mit ihren zahlreichen Umbauten und Veränderungen im Kircheninneren zeigt sie ihre wechselhafte Vergangenheit. Die Kirche, seit der Säkularisation im Besitz des Freistaats Bayern (verwaltet von der Regierung von Niederbayern), gehört als Nebenkirche zur Pfarrei St. Jodok und ist die zweitgrößte Kirche Landshuts nach St. Martin. Sie ist dem heiligen Blasius von Sebaste (Gedenktag: 3. Februar) geweiht.

## Geschichte
Nach der Ansiedlung von Dominikanern aus dem Kloster Regensburg in Landshut im Jahr 1271 wurde bald mit dem Bau einer Klosterkirche begonnen, wie Ablassbriefe aus den Jahren 1288, 1292 und 1294 bezeugen. Allerdings gingen wichtige Unterlagen über die Entstehungszeit des Klosters bei dessen Auflösung im Zuge der Säkularisation 1802 verloren. Vermutlich bedingt durch eine längere Entwicklungs- und Bauzeit konnte die Konsekration erst 1386 vorgenommen werden. Über dendrochronologische Methoden wurde nachgewiesen, dass der Dachstuhl über dem Chorraum bereits 1291 errichtet wurde, während das Dachwerk über dem Langhaus auf 1340 datiert wird.
Vor der Fertigstellung der Klosterkirche dürfte den Dominikanern die der Kirche angegliederte und damals bereits bestehende Magdalenenkapelle oder deren nicht mehr vorhandener Vorgängerbau für ihr Wirken zugewiesen worden sein. Hinweise, auch anlehnend an die unterschiedlichen Patrozinien der Kirchen legen zumindest den Verdacht nahe, dass die Magdalenenkapelle bereits bei früheren Niederlassungsversuchen der Dominikaner im 13. Jahrhundert erbaut sein könnte oder damals schon Bestand hatte.
Die Dominikanerkirche wurde ursprünglich – als Kirche eines „Bettelordens“ – nach den Ordensvorschriften im frühgotischen Stil ohne Turm erbaut und dürfte nur äußerst karg ausgestattet gewesen sein. Durch Alter und Schäden im Dreißigjährigen Krieg bedingt war der Zustand des Gotteshauses gegen Ende des 17. Jahrhunderts schlecht. Es gab ab 1699 bereits erste barocke Umbauten, so wurde zum Beispiel der gotische durch einen barocken Dachreiter ersetzt. Erst 1747 bis 1749 vollzog Johann Baptist Zimmermann, der 15 Jahre zuvor auch die Abteikirche Seligenthal umgestaltet hatte, eine durchgreifende Neugestaltung und künstlerische Bereicherung des Kircheninneren im Stile des Rokoko. Sowohl die neue Raumgestaltung als auch die zahlreichen Dekorationselemente, die sich heute in der Kirche befinden, stammen von Zimmermann. Die Westfassade als Schaufassade zum Regierungsplatz hin wurde dagegen im Jahr 1805 zu Zeiten der Universität klassizistisch umgestaltet.
Die unterschiedliche Nutzung des Dominikanerklosters spiegelt sich auch in der Kirche wider. Nach der Säkularisation wurde sie Eigentum des Freistaats Bayern. Von 1802 bis 1826 diente sie als Studienkirche der Universität Landshut. Nach der Umsiedlung der Universität nach München wurde die Dominikanerkirche von den nahegelegenen Landshuter Gymnasien (Hans-Carossa-Gymnasium, Hans-Leinberger-Gymnasium) wiederum als Studienkirche genutzt. Nach 1865 wurde im rückwärtigen Joch des linken Seitenschiffes die Wendeltreppe als Aufgang zur Orgelempore eingebaut. 1869 ersetzte man den barocken Dachreiter durch einen neugotischen, welcher allerdings heute nicht mehr existiert. Um 1900 sind bei Restaurierungsarbeiten an den Fresken im Chor Übermalungen größeren Umfangs getätigt worden. Um 1960 mussten die Westfassade und die unmittelbar angrenzende Orgelempore statisch gesichert werden. Offenbar wurden bei der klassizistischen Umgestaltung im Jahr 1805 tragende Wandpfeiler des gotischen Kirchenbaus entfernt und nicht adäquat ersetzt. Eine umfassende Außen- und Innenrenovierung wurde 1965 durchgeführt. Dabei wurde auch die heutige Orgel angeschafft. In den Jahren 1988 bis 1991 wurde das Chorgestühl im Psallierchor aufwändig restauriert. Von 1999 bis 2005 erlebte die Dominikanerkirche die vorerst letzte Außen- und Innenrenovierung.

## Architektur

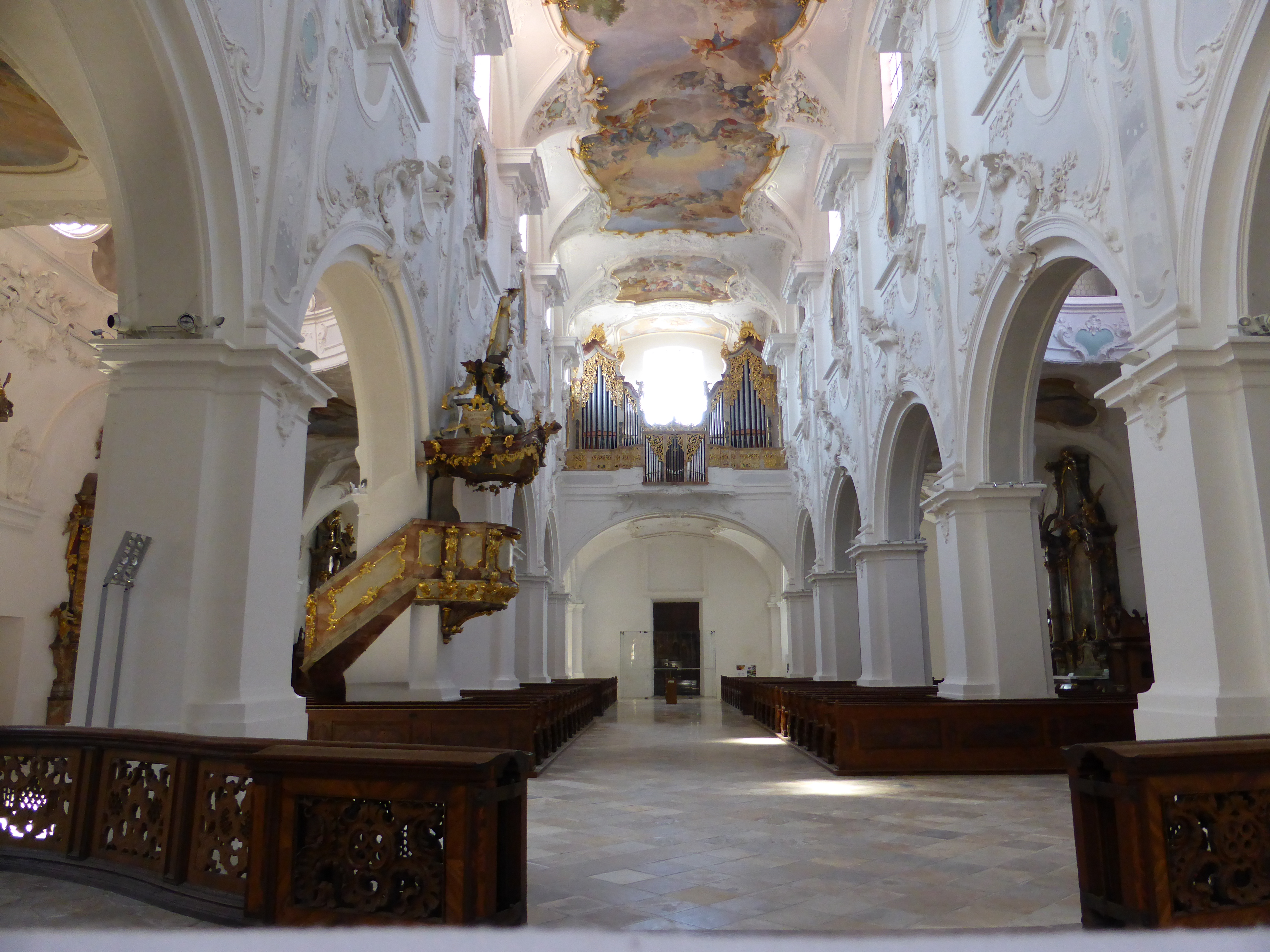
Mittelschiff: Blick rückwärts zur Orgelempore, im Vordergrund die barocke Kanzel

Bei der Dominikanerkirche handelt es sich um eine dreischiffige Basilika mit Obergaden. Der Bau ist im Kern frühgotisch, wurde jedoch im 18. Jahrhundert stark verändert. Während die Süd- und Ostseite noch in Sichtziegelbauweise ausgeführt sind, ist die Westfassade als klassizistische Schaufassade konzipiert. Die Gliederung erfolgt hier durch Lisenen, die in etwa die Aufteilung in drei Schiffe wiedergeben. In der Mittelachse befindet sich das Hauptportal. In den beiden seitlichen Achsen sind weitere Portale untergebracht, die jeweils von einem segmentbogig abschließenden Fenster bekrönt werden. Oberhalb eines doppelten Gesimses, das seitlich von zwei Vasen geschmückt wird, erhebt sich ein von flachen Pilastern begleiteter Aufbau, der in einem nochmals überbauten Dreiecksgiebel endet. Zwischen den Pilastern befindet sich ein weiteres segmentbogig abschließendes Fenster, welches im Inneren teilweise von der Orgel verdeckt wird.
Der von Johann Baptist Zimmermann umgestaltete Innenraum gilt als eine der beeindruckendsten Raumschöpfungen des bayerischen Rokoko. Durch eine Vergrößerung der Fenster im Obergaden und das Einfügen von Lichtkuppeln in den Seitenschiffen (im jeweils dritten Joch von Osten), die sich jeweils nach Norden bzw. nach Süden zu Rundbogenfenstern öffnen, erscheint das Innere heute als großzügiger lichter Raum. Das dreischiffige Langhaus umfasst dabei sechs Joche, wobei das westlichste Joch im Mittelschiff von der Orgelempore überdeckt wird. Durch die Verkleidung der ursprünglich schlanken gotischen Pfeiler entstanden die wuchtigen Rundbogenarkaden, die heute die Seitenschiffe vom Mittelschiff abtrennen. Letzteres setzt sich ohne weitere Verengung und ohne Chorbogen in den Altarraum fort, der sogar die gleiche Höhe wie das Mittelschiff besitzt. Der gotische Lettner, der hier früher zu finden war, wurde ebenfalls von Zimmermann entfernt. Der Chor umfasst drei Joche und einen Fünfachtelschluss und ist außen durch die spitzbogigen Fensteröffnungen und durch Strebepfeiler gegliedert. Der Hochaltar trennt den hinteren Bereich des Chorraumes ab, in dem sich der Psallierchor befindet. Früher war dieser mit einem sehr sehenswerten Chorgestühl ausgestattete Raum allein den Mönchen vorbehalten. Das gotische Gewölbe in Langhaus und Chor wurde beim Rokoko-Umbau durch eine flache Holzlattenkonstruktion ersetzt, die viel Raum für die von Zimmermann gestalteten Deckenfresken bietet. Auch in den Gewölben der Seitenschiffe finden sich Deckengemälde des Münchner Hofkünstlers.
Südlich an die Hauptkirche sind zwei im Kern gotische, aber barock veränderte Kapellen angebaut. Westlich zum Regierungsplatz hin liegt die vierjochige Maria-Hilf-Kapelle, die heute von der russisch-orthodoxen Gemeinde Landshuts genutzt wird, östlich davon die dreijochige Magdalenenkapelle. Beide Kapellen bilden eigenständige sattelgedeckte Baukörper, wobei die Magdalenenkapelle eine etwas größere Höhe aufweist. Die Westfassade der Maria-Hilf-Kapelle ist in ihrer Gestaltung der klassizistischen Schaufassade der Hauptkirche angeglichen. Die Maria-Hilf-Kapelle kann nur über das Portal auf der Westseite betreten werden. Der einzige Zugang zur Magdalenenkapelle befindet sich dagegen im südlichen Seitenschiff der Hauptkirche (zwischen dem zweiten und dritten Joch von Osten).

## Ausstattung
Die reiche Ausstattung im Stile des Rokoko stammt zu großen Teilen von Johann Baptist Zimmermann, der die Entwürfe für die umfangreichen Stuckaturen anfertigte sowie die Deckenfresken des Hauptschiffes und einige Altargemälde ausführte. Die zahlreichen Altäre selbst und das Chorgestühl wurden von lokalen Künstlern bzw. direkt in der Klosterwerkstatt gefertigt.

### Fresken
Neben den Stuckaturen stammen auch die Fresken von dem Münchner Hofmaler Johann Baptist Zimmermann. Eines der Langhausfresken ist von ihm signiert mit: „Zimmermann in(venit) et pinxit ano 1749“. Das rückwärtige Fresko oberhalb der Orgelempore zeigt die mystische Vermählung der heiligen Katharina von Siena mit Christus, dargestellt in einem Rokokohof. Als Zeugen dieser Szene sind Maria, Dominikus, Johannes und Paulus dargestellt. König David begleitet auf seiner Harfe musizierend das Geschehen. An diese erste Fresko schließt sich unmittelbar das langgestreckte Hauptfresko an, welches an seinem vorderen Ende einen Paradiesgarten mit Blumen pflückenden Engeln zeigt. Dieser ist durch eine Balustrade begrenzt, an der eine Kartusche mit der Inschrift „In plenitudine sanctorum detentio mea“ (lat. „In der Menge der Heiligen ist mein Aufenthalt“) aus dem Ecclesiasticus befestigt ist. Der Zugang zum Paradiesgarten durch ein geschmücktes Portal ist weit geöffnet dargestellt. Rechts davon führt eine Treppe zu einem Brunnen mit hoher Fontäne, der von einem Marienmonogramm geziert wird. Die Gottesmutter selbst ist mit dem Jesuskind auf einer Wolke in der oberen Bildhälfte dargestellt. Beide überreichen dem heiligen Dominikus, Ordensgründer der Dominikaner, einen Rosenkranz. Auf der rechten Seite kniet die heilige Katharina von Siena mit der Lilie der Reinheit, hinter ihr eine Schar heiliger Ordensfrauen. Vor ihnen weist Papst Pius V., Reformator der Kirche und großer Förderer des Rosenkranzgebetes, auf die Madonna. Auf der linken Seite kniet der heilige Thomas von Aquin, begleitet von den vier Kirchenvätern. Von der Madonna mit Kind geht ein Licht aus, das auf die Gegenwart Gottes verweist. In dem Lichtschein sind zahlreiche Engel dargestellt.
Das folgende Fresko zeigt ein sogenanntes Gottesurteil über die Schriften der im Zuge der Inquisition verfolgten Katharer und die des heiligen Dominikus. Während die Bücher der Häretiker in Flammen aufgehen, werden die Schriften des Ordensgründers Dominikus über Flammen und Rauch zum Himmel emporgehoben. Dieses Fresko ist als einziges, wie eingangs beschrieben, signiert. Daran schließt sich – auf Höhe des Übergangs vom Langhaus zum Chor – eine Uhr an, welche auf die Vergänglichkeit verweisen soll. Sie ist eine Stiftung der Rosenkranzbruderschaft. Daran anschließend, also über dem vorderen Bereich des Altarhauses, ist die Verehrung des Allerheiligsten in der Monstranz durch die vier damals bekannten Erdteile (in allegorischer Form) dargestellt. Beherrschend wirkt Europa mit dem Kreuz, daneben Asien als exotisch gekleidete, Weihrauch opfernde Gestalt. Unter einem kleinen Schirm lugt ein vornehm gekleideter Schwarzer hervor, der für Afrika steht. Ein Indianer mit Köcher auf dem Rücken schließlich versinnbildlicht Amerika. Das letzte Fresko in dieser Reihe befindet sich über dem Psallierchor. Hier sind König David mit der Harfe und zahlreiche musizierende Engel zu sehen. In den Zwickeln des Chorgewölbes sind die vier Evangelisten abgebildet.
Über den Arkaden im Mittelschiff sind Medaillons mit Heiligendarstellungen zu sehen. In den beiden östlichen Joche sind die Kirchenväter Papst Gregor der Große und Hieronymus sowie Augustinus und Ambrosius von Mailand jeweils gegenüber angeordnet. Auf der Nordseite folgen zunächst Thomas von Aquin und Bernhard von Clairvaux. Hier und auch auf der Südseite sind weitere Heilige dargestellt, die in irgendeiner Form eine Verbindung zum Dominikanerorden besitzen. Die Fresken in den Seitenschiffen stammen wahrscheinlich nicht von Zimmermann persönlich, wohl aber aus seinem Umfeld. Im Nordschiff sind Szenen aus dem Leben des heiligen Dominikus sowie Maria als Rosenkranzkönigin zu sehen, im Südschiff ist das Martyrium des Kirchenpatrons Blasius von Sebaste (Gedenktag: 3. Februar) dargestellt.

### Kanzel
Die Kanzel wurde um 1750 im Rokokostil erstellt. Sie ist am Arkadenpfeiler zwischen dem zweiten und dritten Langhausjoch von Osten auf der Epistelseite angebracht. Der polygonale Kanzelkorb ist durch Eckvoluten in rot-grau marmorierte Felder geteilt und mit geschnitzten Ornamenten versehen. Der reich dekorierte und weit ausladende Schalldeckel zeigt auf seiner Unterseite das Relief einer Heilig-Geist-Taube. Auf der Oberseite schwingen sich Volutenbänder zu einem Podest auf, das eine Figur des heiligen Dominikus trägt. Dieser ist erkennbar durch einen Stern auf der Stirn, den Rosenkranz an der Seite und den Hund zu seinen Füßen, der eine Fackel trägt als Zeichen der Treue und des Lichtes, das die Welt erleuchten soll. Der Hund ist kunstgeschichtlich gesehen das Hauptattribut des heiligen Ordensgründers. Der Heiligenfigur wird von einem Putto ein Buch zugetragen mit dem Auftrag an Dominikus: „Vade Praedica Rosarium meum“ (lat. „Geh und predige meinen Rosenkranz“). Außerdem sind noch zwei Kartuschen mit Botschaften an das Gottesvolk zu sehen: „Qui ex Deo est, Verba Dei audit“ (lat. „Wer aus Gott ist, hört das Wort Gottes“) und „Qui vos audit, me audit“ (lat. „Wer euch hört, hört mich“).

### Hochaltar

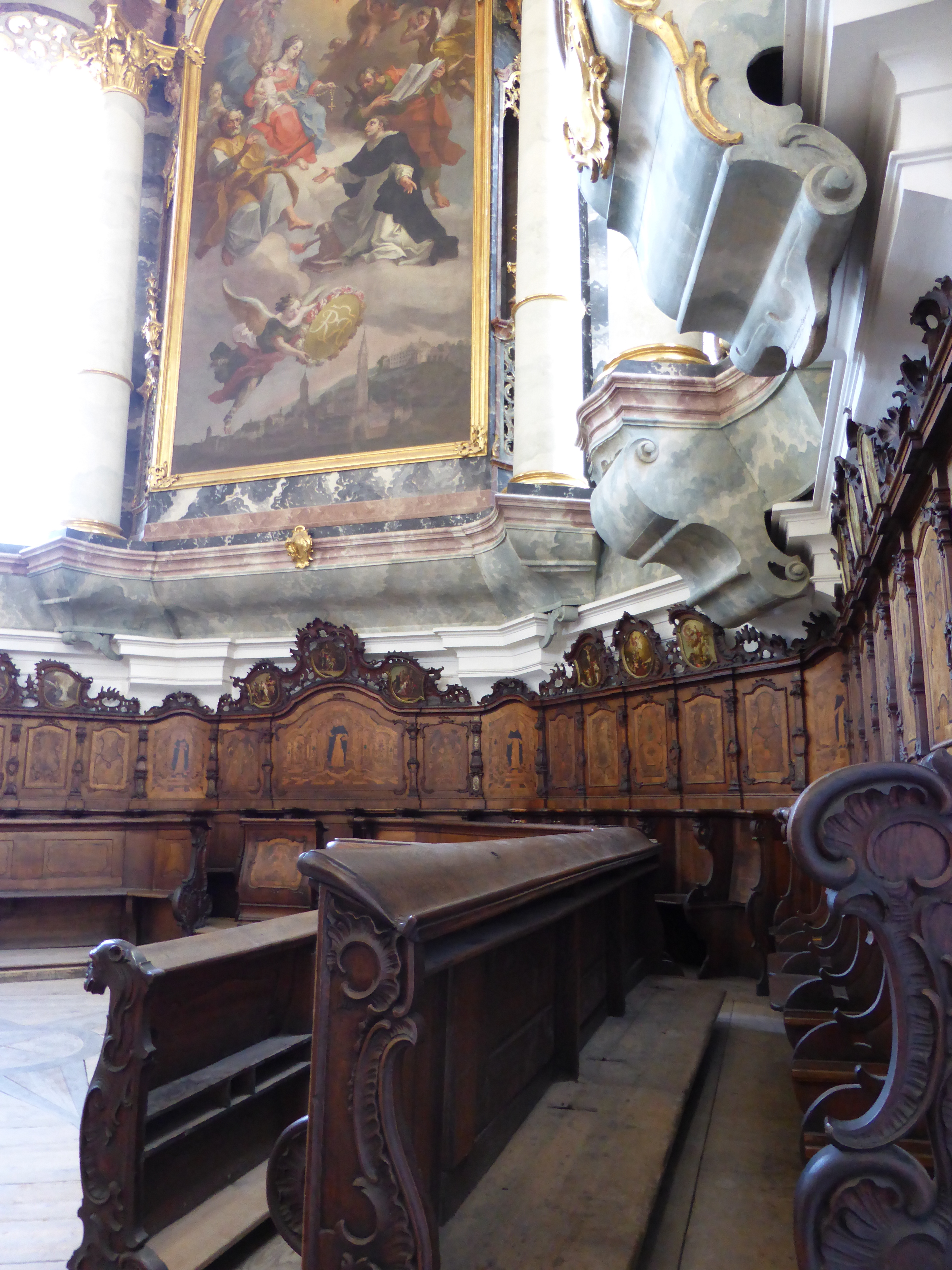
Seitenansicht des Chorgestühls im Psallierchor, im Hintergrund das Hochaltarretabel

Der zweiteilige Hochaltar besteht aus der Mensa und dem rückwärtigen Hochbau, wobei letzterer liturgisch funktionslos ist. Zwischen den beiden Teilen liegt der früher den Dominikanermönchen vorbehaltene Psallierchor mit dem kunstvollen Chorgestühl. Der fünfteilige Altaraufbau auf der Mensa schwingt sich von beiden Seiten her zu dem Mittelteil, dem reichgeschnitzten Tabernakel auf. Beiderseits davon befinden sich je zwei Drehtabernakel, die auf der Werktagsseite Reliquienschreine und auf der Festtagsseite Heiligenfiguren enthalten. Dabei handelt es sich um in Silber gefasste Figuren der Heiligen Joachim und Anna von Christian Jorhan d. Ä. (um 1760) sowie außerdem um Figuren der Maria Immaculata und des heiligen Josef (um 1710). Die beiden großen Statuen neben dem Hochaltar, St. Blasius und St. Albertus Magnus, wurden vom Griesbacher Bildhauer Wenzeslaus Jorhan geschaffen, dem Vater von Christian Jorhan d. Ä.
Die Darstellung auf dem großen Altarblatt zählt zu den Hauptwerken Johann Baptist Zimmermanns. Zu sehen ist Maria mit dem Jesuskind, die dem heiligen Dominikus den Rosenkranz überreicht. Der Sternenkranz um das Haupt Mariens verweist auf deren Verehrung als apokalyptische Frau. Links übergibt Petrus den Wanderstab an Dominikus, rechts überreicht Paulus dem Ordensgründer das Evangelium. Über diese Szene ist segnend Gott Vater dargestellt, begleitet vom Heiligen Geist in Gestalt einer Taube und zahlreichen Engeln. Am unteren Bildrand ist eine Stadtansicht Landshuts, erkennbar an den markanten Kirchtürmen und der Burg, dargestellt. Ein Engel hält schützend einen rosengeschmückten Schild mit Marienmonogramm über die Stadt. Im Oberbild ist der Erzengel Michael ebenfalls mit einem Schild dargestellt, auf dem steht: „Quis ut Deus“ (lat. „Wer ist wie Gott“).

### Chorgestühl

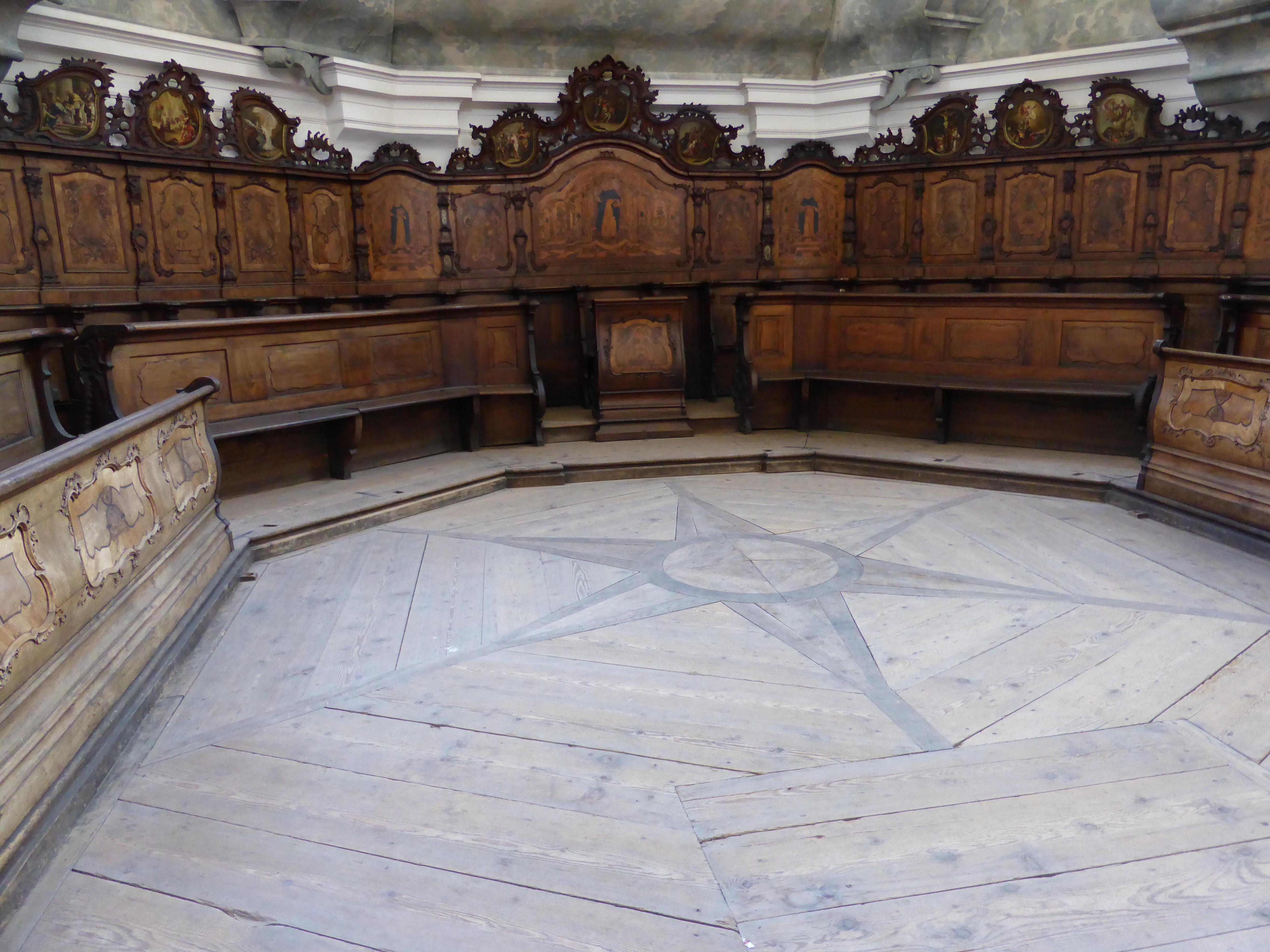
Psallierchor: reich verziertes Rokoko-Chorgestühl mit kunstvollen Intarsienarbeiten (um 1770)

Im 9,5 Meter breiten und 10,5 Meter langen Psallierchor, der sich zwischen Mensa und Retabel des Hochaltares befindet und ursprünglich nur den Mönchen vorbehalten war, befindet sich ein reich verziertes Chorgestühl im Rokokostil. Es wurde wahrscheinlich um 1770 vom Dominikanerbruder Valentin Zindler in der klostereigenen Schreinerei in beeindruckender Qualität gefertigt. Das zweireihige, im Halbkreis angeordnete Gestühl, dessen massive Teile aus Eiche und Nussbaum bestehen, ist in Nussbaum und Ebenholz furniert. In der Mitte, direkt unterhalb des Hochaltarretabels, ist der Sitz des Priors mit einem Intarsienbild des heiligen Dominikus angeordnet. Dieser Sitz ist als einziger mit einem Betpult ausgestattet, welches wiederum das Intarsienbild eines Hundes mit Fackel und Buch enthält. In dem aufgeschlagenen Buch steht der Text: „Laudare, Benedicere“ (lat. „Loben und preisen“). Der Hund rührt der Legende nach aus einer Traumerscheinung der Mutter des heiligen Dominikus her. Er kann auch mit dem Wortspiel „Dominicanes – Canes Domini“ (lat. „Hunde des Herrn“) in Verbindung gebracht werden. Zu beiden Seiten des Priorsitzes befinden sich je 16 weitere Sitze, die allesamt mit Intarsien verziert sind. Wiederkehrende Motive sind vor allem Blumen, Rank- und Gitterwerk sowie Stern, Rose und Lilie als Hinweis auf Maria. Auf den Rücklehnen befindet sich ein Gesprenge mit zahlreichen Rocaillen, das von einzelnen Kartuschen mit Darstellungen der Rosenkranzgeheimnisse unterbrochen wird. Zusammen mit den Sitzbänken in der vorderen Reihe umfasst das Chorgestühl etwa 50 Plätze. Es wurde von 1988 bis 1991 aufwändig restauriert, ist aber nicht für die Allgemeinheit zugänglich.

### Seitenaltäre

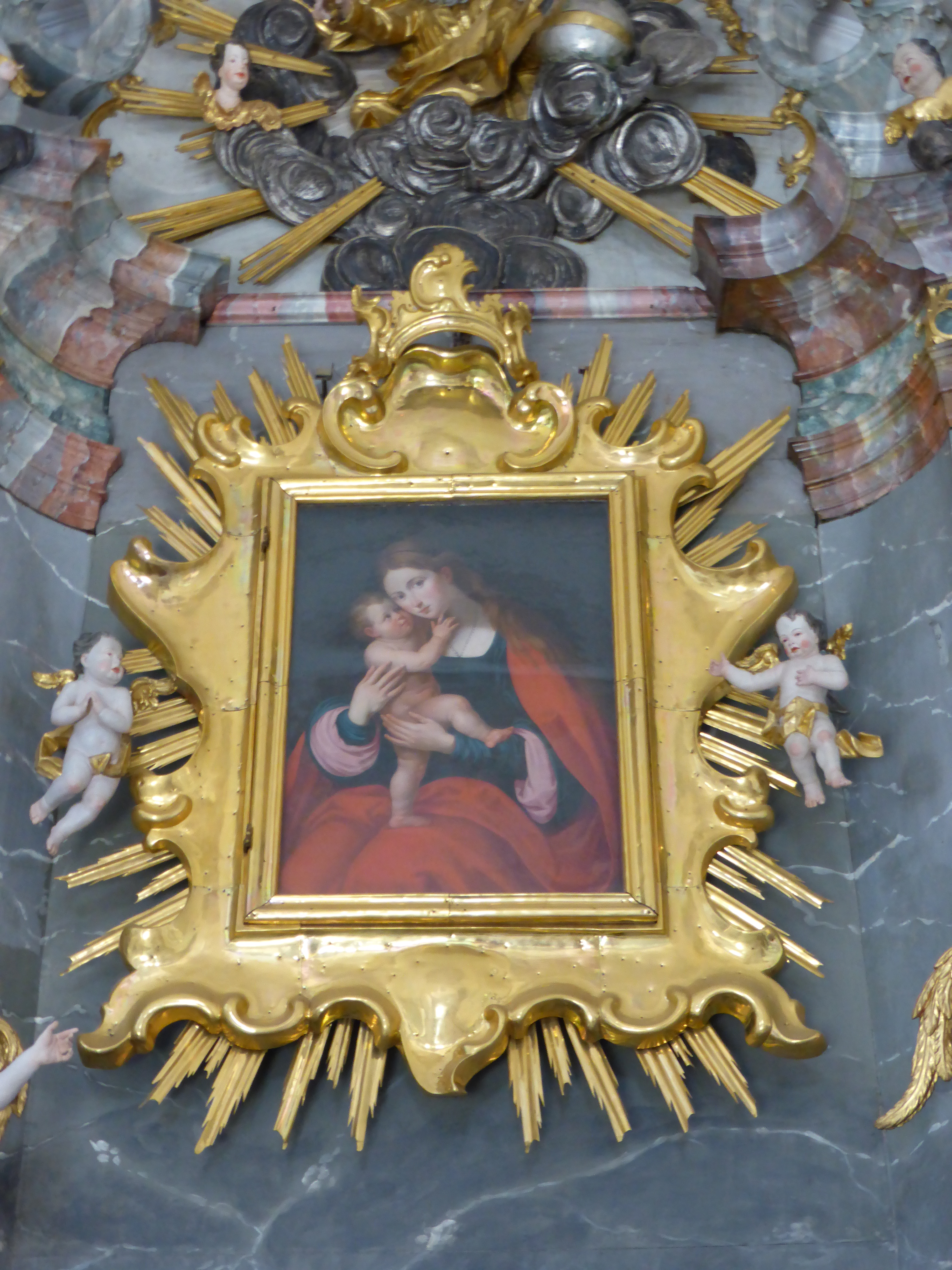
Kopie des Gnadenbildes Mariahilf, zu sehen am gleichnamigen Seitenaltar

Die Seitenaltäre, sämtlich in den beiden Nebenschiffen untergebracht, stammen größtenteils aus der Entstehungszeit der Kirche und stimmen daher stilistisch überein. Nicht mehr original aus der Rokokozeit sind die Altäre an den Stirnseiten beider Nebenschiffe. Im linken (nördlichen) Seitenschiff ist dies der Josefsaltar, an dessen Stelle sich früher der Rosenkranzaltar befand. Der Josefsaltar enthält ein Gemälde vom Tod des Heiligen, geschaffen von Johann Carl Loth. Als Seitenfiguren sind der Kirchenvater Augustinus mit dem Herz und der heilige Ulrich mit dem Fisch zu sehen. Das Pendant im rechten (südlichen) Seitenschiff stellt der Maria-Hilf-Altar dar. Dieser enthält eine Kopie des berühmten Mariahilf-Gnadenbildes von Lucas Cranach d. Ä. in einem vergoldeten Rahmen mit Strahlenkranz. Darunter ist ein reich verzierter Schrein mit Reliquien des frühchristlichen Märtyrers Modestinus zu sehen. Die Seitenfiguren stellen den heiligen Placidus (links), Schüler des heiligen Benedikt von Nursia, und den Viehpatron Leonhard dar.
Die übrigen neun Altäre sind an den Seitenwänden der Nebenschiffe (zweites bis sechstes Langhausjoch von Osten) gegenüberliegend angeordnet. Der Johann-Nepomuk-Altar im hintersten Joch des nördlichen Seitenschiffes wurde 1869 zugunsten des Emporenaufgangs entfernt.

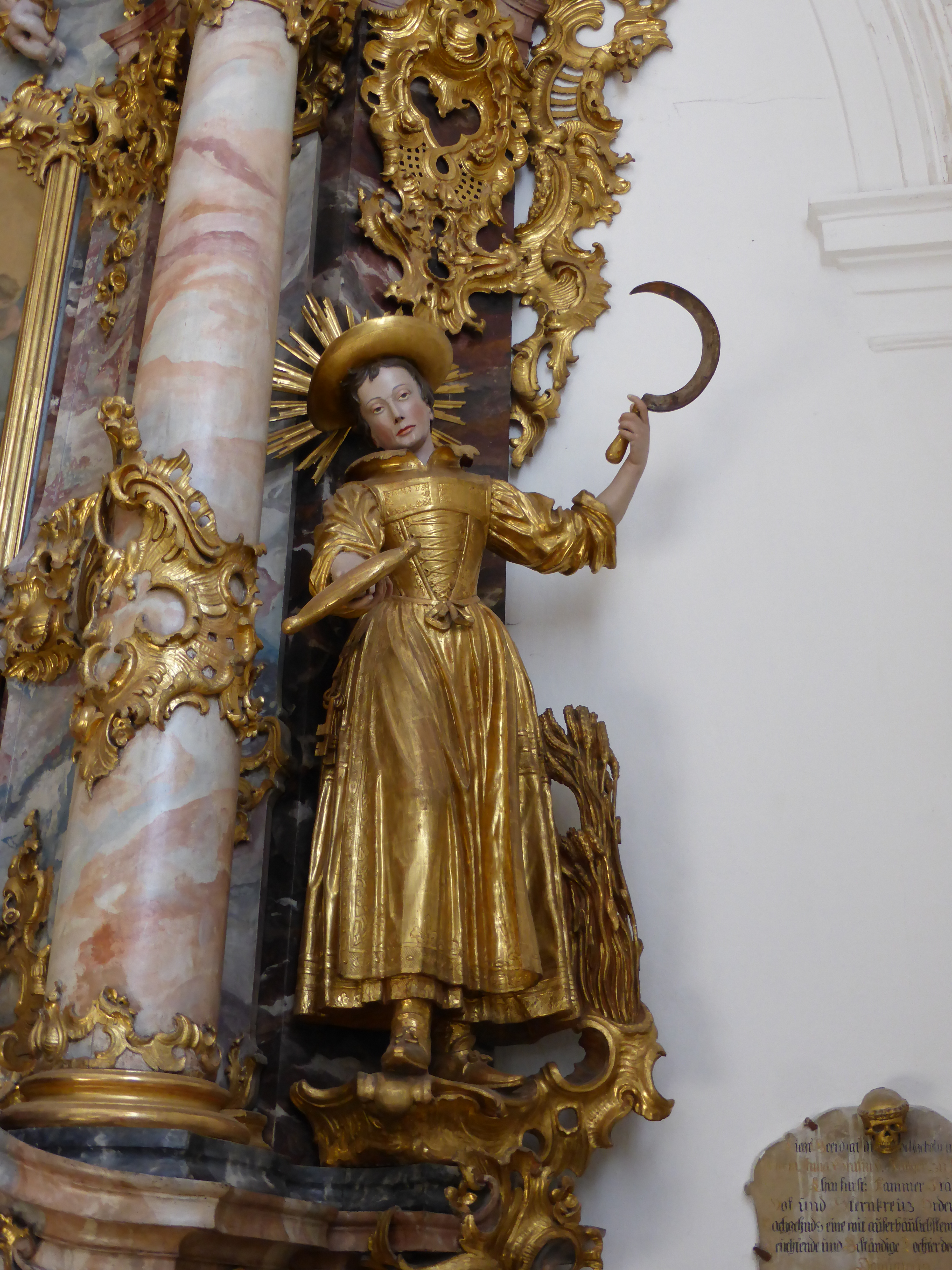
Figur der heiligen Notburga an einem der Seitenaltäre

Der Altar im zweiten Joch des Nordschiffes ist der Dominikusaltar. Das von Johann Baptist Zimmermann gestaltete Altarblatt mit dem Titel „Das Wunder des Bildes von Soriano“ zeigt einen Dominikanerbruder aus der Frühzeit des Ordens, der noch einmal den Ordensgründer sehen wollte. Bei einer wundersamen Marienerscheinung erhält er aus der Hand Mariens ein Bildnis von Dominikus. Begleitet wird die Gottesmutter von Maria Magdalena und Katharina von Alexandrien. Im Auszug ist die Darstellung einer Wunderheilung durch Dominikus zu sehen. Der Ordensgründer erweckt Napoleone Orsini nach einem tödlichen Sturz vom Pferd wieder zum Leben. Auf der Leuchterbank befindet sich ein weiteres Bild, welches den Dominikaner Vinzenz Ferrer, einen bedeutenden Bußprediger zeigt. Die Seitenfiguren stellen Ludwig Bertram, Ordensmissionar in Südamerika, und den seligen Ceslaus, Missionar und Retter der Breslauer Burg, dar. Hinter dem Dominikusaltar ist der Katharina-von-Siena-Altar angeordnet. Auf dem Altarblatt ist die namensgebende Heilige dargestellt, im Auszug der heilige Sebastian, der auch als Landshuter Stadtpatron gilt. Im nächsten Joch, dem vierten von Osten, folgt der Mariä-Himmelfahrt-Altar. Auf dem Hauptbild ist die Aufnahme Mariens in den Himmel dargestellt. Dabei erhält die Mutter Gottes von ihrem Sohn die Sternenkrone. Darüber kann man die Worte „Veni Filia, Mater, Sponsa veni“ (lat. „Komm Tochter, Mutter, Braut komm!“) erkennen. Das Auszugsbild zeigt den Franziskanerheiligen Antonius von Padua. Bei den Assistenzfiguren handelt es sich um die Jesuiten Ignatius von Loyola mit der Palme und Franz Xaver mit dem Kreuz. Als nächster Altar, der letzte vor dem Emporenaufgang, schließt sich der Leiden-Christi-Altar an. Die frühere Zentralfigur des Christus in der Rast steht heute abseits auf dem Boden. Sie wurde durch eine Figur der heiligen Katharina von Alexandrien ersetzt. Außen sind die Büßergestalten Petrus und Maria Magdalena zu sehen.
Der Altar im zweiten Joch des Südschiffes ist der dem Kirchenpatron geweihte Blasiusaltar. Das große Altarblatt wurde von Johann Baptist Zimmermann gemalt. Es zeigt den heiligen Bischof und Märtyrer schon im verklärenden Licht, während der Henker erst zum Todesstoß ausholt. Im Auszugsbild ist der heilige Hyazinth von Polen zu sehen, der zahlreiche Dominikanerklöster in Osteuropa gründete. Auf der Leuchterbank befindet sich außerdem eine Kopie des Gnadenbildes von Sammarei. Bei den Seitenfiguren handelt es sich um den Dominikaner Antoninus von Florenz und den heiligen Bischof Valentin von Terni. An den Blasiusaltar schließt sich der Katharina-von-Ricci-Altar an. Die namensgebende Heilige, eine große Mystikerin des Dominikanerordens, ist auf dem von Mathias Daburger gemalten Altarblatt zu sehen. Im Auszug befindet sich ein Bildnis des heiligen Florian, auf der Mensa ein wertvolles gotisches Vesperbild aus der Zeit um 1420. Im nächsten Joch, dem vierten von Osten, folgt der Heilige-Familie-Altar. Wappen weisen hier auf eine Stiftung der Patrizierfamilie Oberndorfer hin. Das von Mathias Daburger gemalte Altarbild aus dem Jahr 1752 zeigt Maria mit dem Jesuskind, das seine Hände bereits nach dem Kreuz ausstreckt. Dieses Kreuz mit dem Schriftband „Ecce Agnus Dei“ (lat. „Seht das Lamm Gottes“) trägt Johannes der Täufer, noch im Knabenalter und begleitet von einem Lamm. Daneben kniet der heilige Josef. In einer Kartusche über dem Bild wird dessen Inhalt in der Formel „Incarnatus, Passus, Mortuus“ (lat. „Geboren, gelitten, gestorben.“) zusammengefasst. Das Altarblatt wird von Figuren der heiligen Anna und des heiligen Joachim, der Eltern Mariens, flankiert. Im Auszugsbild ist die heilige Barbara mit Schwert und Kelch dargestellt. Der folgende Altar ist der Kreuzaltar mit einem gotischen Kruzifix als zentraler Darstellung. Zu den Füßen befindet sich eine barocke Figur der Mater Dolorosa vor dem Hintergrund eines goldenen Strahlenkranzes. Außerdem fangen kleine Engelsfiguren mit einem Kelch das Blut Christi auf. Als Seitenfiguren wurden der Evangelist Johannes und Maria Cleopha, Zeugen des Kreuzestodes, ausgewählt. Im hintersten Joch des südlichen Seitenschiffes befindet sich schließlich der Anna-Altar. Auf einem Gemälde des Landshuter Malers Franz Xaver Wunderer ist die Mutter Anna dargestellt. Joachim steht demütig im Hintergrund, darüber thront Gott Vater. Im Auszugsbild ist die heilige Katharina von Alexandrien mit dem zerbrochenen Rad ihrer Folter zu sehen. Die Assistenzfiguren stellen die Heiligen Thekla (links) und Notburga (rechts) dar.

### Übrige Ausstattung
Die beiden überlebensgroßen Barockfiguren der Heiligen Martin und Kastulus, die sich neben dem Hauptportal an der Rückwand der Kirche befinden, stammen vom Münchener Bildhauer Balthasar Ableithner. Sie waren ursprünglich Teil des barockisierten Hochaltars der Martinskirche, wurden aber im Zuge der Regotisierung ab 1858 von dort wieder entfernt und haben heute ihren Platz in der Dominikanerkirche gefunden.

### Orgel

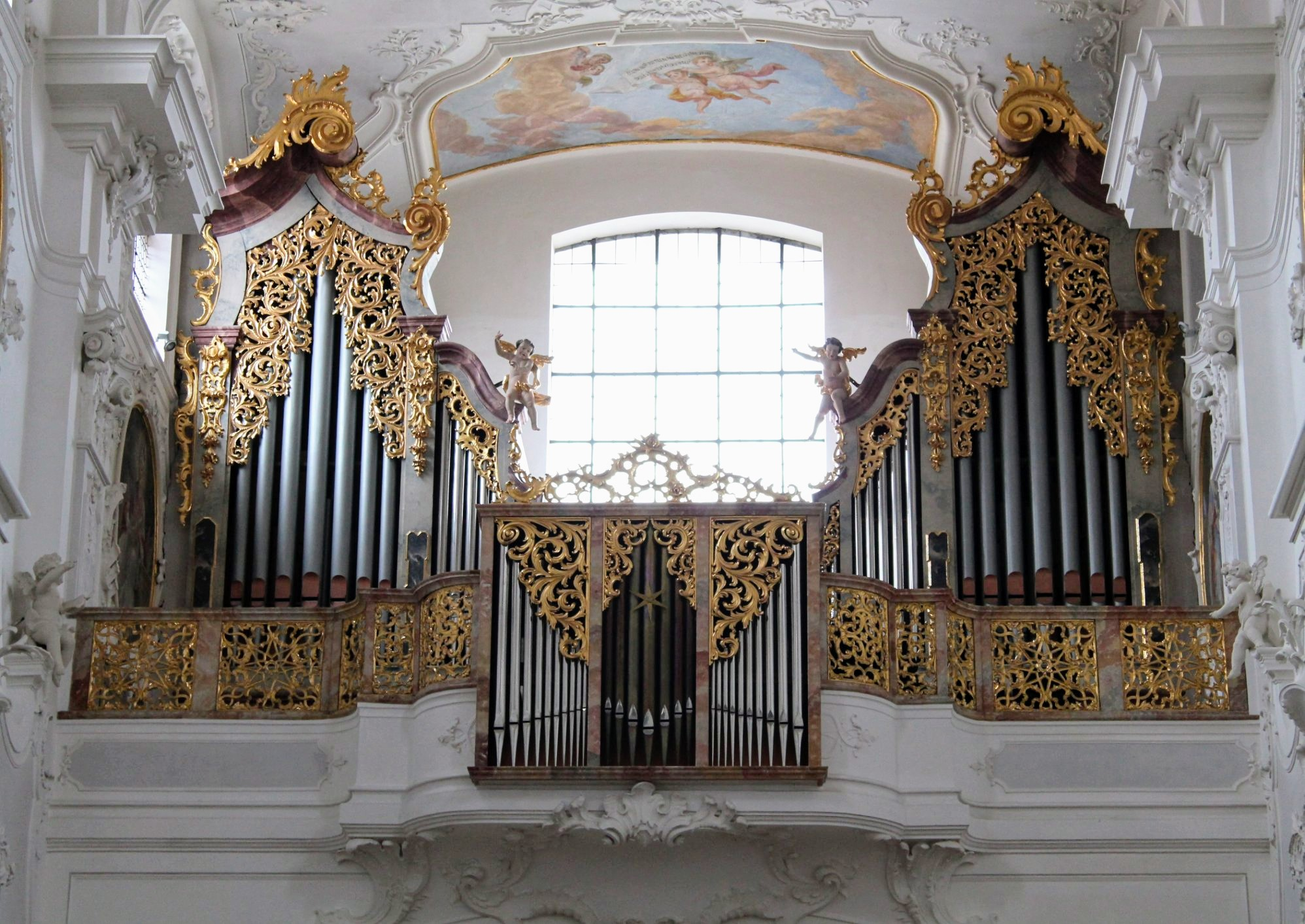
Orgel der Dominikanerkirche

Die Orgel der Dominikanerkirche wurde 1965 von Gerhard Schmid aus Kaufbeuren erbaut. Sie umfasst insgesamt 75 Register, die auf fünf Manualen und einem Pedal spielbar sind. Neben der Orgel der Martinskirche gehört sie damit zu den größten Orgeln Landshuts. Die Registertraktur ist elektrisch und mit einer Setzeranlage ausgestattet. Die Spieltraktur und die Koppelanlage sind mechanisch ausgeführt. Die Orgel ist „neobarock“ disponiert und das letzte große Instrument dieser Art von Gerhard Schmid, das bis heute unverändert erhalten ist. Die Disposition lautet im Einzelnen:
| I Rückpositiv C–g3 (Scharfwerk) |              |       |
| 1.                              | Prinzipal    | 8′    |
| 2.                              | Gedackt      | 8′    |
| 3.                              | Salicional   | 8′    |
| 4.                              | Oktave       | 4′    |
| 5.                              | Rohrquintade | 4′    |
| 6.                              | Oktave       | 2′    |
| 7.                              | Kleinpommer  | 2′    |
| 8.                              | Sifflöte     | 1 ⁄3′ |
| 9.                              | Oktave       | 1′    |
| 10.                             | Scharf III   | 1′    |
| 11.                             | Cymbel III   | 1⁄4′  |
| 12.                             | Krummhorn    | 8′    |
|                                 | Tremulant    |       |

| II Hauptwerk C–g3 (Grundwerk) |                 |        |
| 13.                           | Prinzipal       | 16′    |
| 14.                           | Gedackt         | 16′    |
| 15.                           | Oktave          | 8′     |
| 16.                           | Nachthorn       | 8′     |
| 17.                           | Gemshorn        | 8′     |
| 18.                           | Großquinte      | 5 1⁄3′ |
| 19.                           | Oktave          | 4′     |
| 20.                           | Koppelflöte     | 4′     |
| 21.                           | Gemsquinte      | 2 ⁄3′  |
| 22.                           | Oktave          | 2′     |
| 23.                           | Terz            | 1 3⁄5′ |
| 24.                           | Mixtur VI       | 2′     |
| 25.                           | Scharfcymbel IV | 2⁄3′   |
| 26.                           | Trompete        | 16′    |
| 27.                           | Trompete        | 8′     |

| III Brustwerk C–g3 (Farbwerk) |                |        |
| 28.                           | Spitzflöte     | 8′     |
| 29.                           | Quintade       | 8′     |
| 30.                           | Spitzgamba     | 8′     |
| 31.                           | Prinzipal      | 4′     |
| 32.                           | Gemsflöte      | 4′     |
| 33.                           | Gedacktquinte  | 2 ⁄3′  |
| 34.                           | Blockflöte     | 2′     |
| 35.                           | Terz           | 1 3⁄5′ |
| 36.                           | Septime        | 1 ⁄7′  |
| 37.                           | Oktave         | 1′     |
| 38.                           | None           | 8⁄9′   |
| 39.                           | Undecime       | 8⁄11′  |
| 40.                           | Tredecime      | 8⁄13′  |
| 41.                           | Scharfmixtur V | 1′     |
| 42.                           | Rankett        | 16′    |
| 43.                           | Vox Humana     | 8′     |
|                               | Tremulant      |        |

| IV Schwellwerk C–g3 (Kleinpedalwerk) |                 |       |
| 44.                                  | Gedacktpommer   | 16′   |
| 45.                                  | Holzflöte       | 8′    |
| 46.                                  | Salicional      | 8′    |
| 47.                                  | Schwebung       | 8′    |
| 48.                                  | Prinzipal       | 4′    |
| 49.                                  | Schweizerpfeife | 4′    |
| 50.                                  | Waldflöte       | 2′    |
| 51.                                  | Nachthorn       | 1′    |
| 52.                                  | Cornett IV-V    | 4′    |
| 53.                                  | Mixtur IV       | 1 ⁄3′ |
| 54.                                  | Dulcian         | 16′   |
| 55.                                  | Fagott/Oboe     | 8′    |
| 56.                                  | Schalmey        | 4′    |
| 57.                                  | Singend Cornett | 2′    |
|                                      | Tremulant       |       |

| V Manual C–g3 (Oberwerk) |              |       |
| 58.                      | Rohrflöte    | 8′    |
| 59.                      | Gedacktflöte | 4′    |
| 60.                      | Prinzipal    | 2′    |
| 61.                      | Quinte       | 1 ⁄3′ |
| 62.                      | Scharf IV    | 1′    |
| 63.                      | Bärpfeife    | 16′   |
| 64.                      | Musette      | 8′    |
|                          | Tremulant    |       |

| Pedal C–f1 (Pedalwerk) |               |         |
| 65.                    | Prinzipal     | 16′     |
| 66.                    | Subbass       | 16′     |
| 67.                    | Großnasat     | 10 2⁄3′ |
| 68.                    | Oktave        | 8′      |
| 69.                    | Oktave        | 4′      |
| 70.                    | Oktave        | 2′      |
| 71.                    | Mixturbass IV | 2 ⁄3′   |
| 72.                    | Bombarde      | 32′     |
| 73.                    | Posaune       | 16′     |
| 74.                    | Trompete      | 8′      |
| 75.                    | Trompete      | 4′      |

### Ehemalige Chororgel

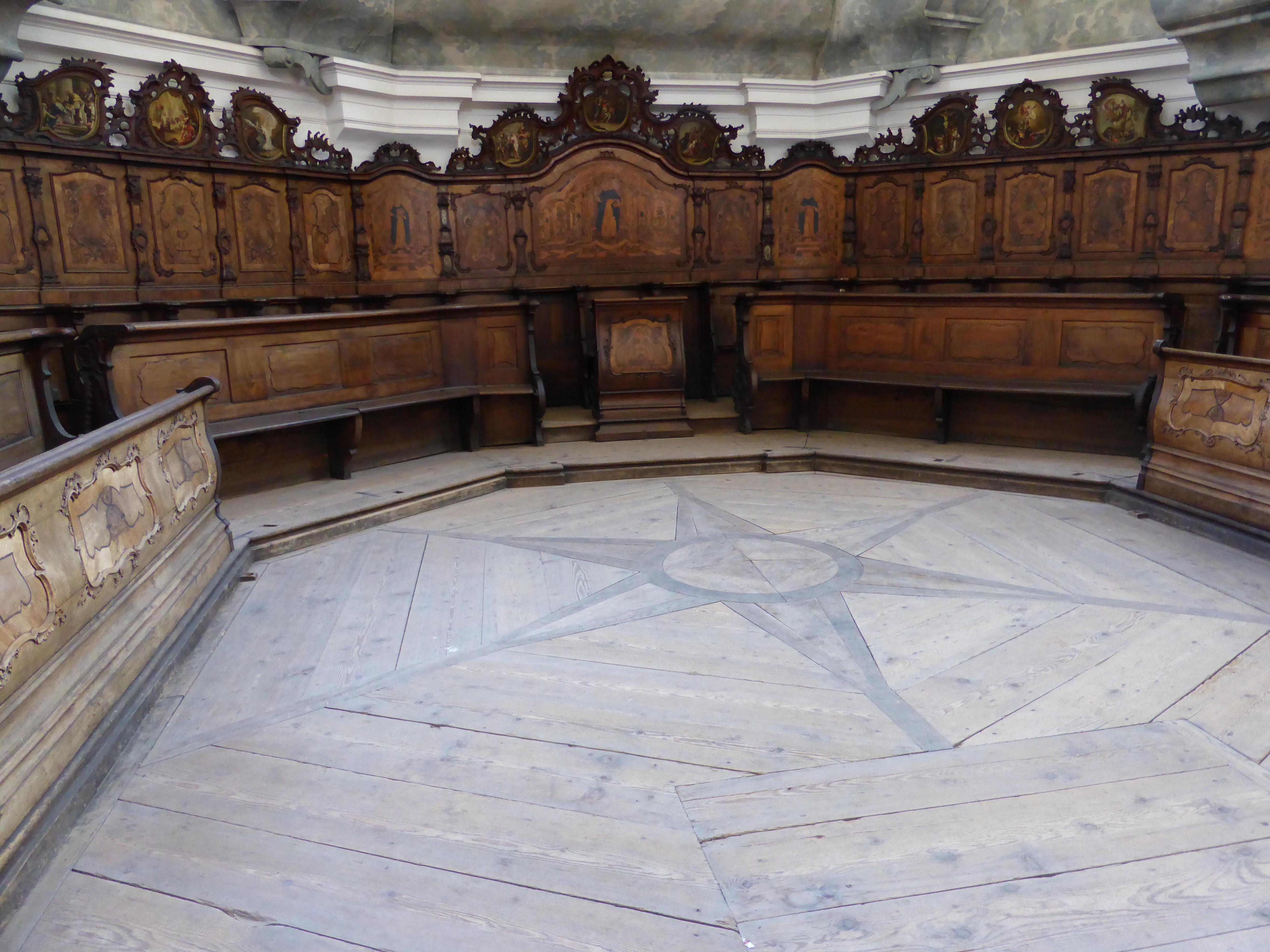
Chorgestühl im Psallierchor, heute ohne die ehemalige Chororgel

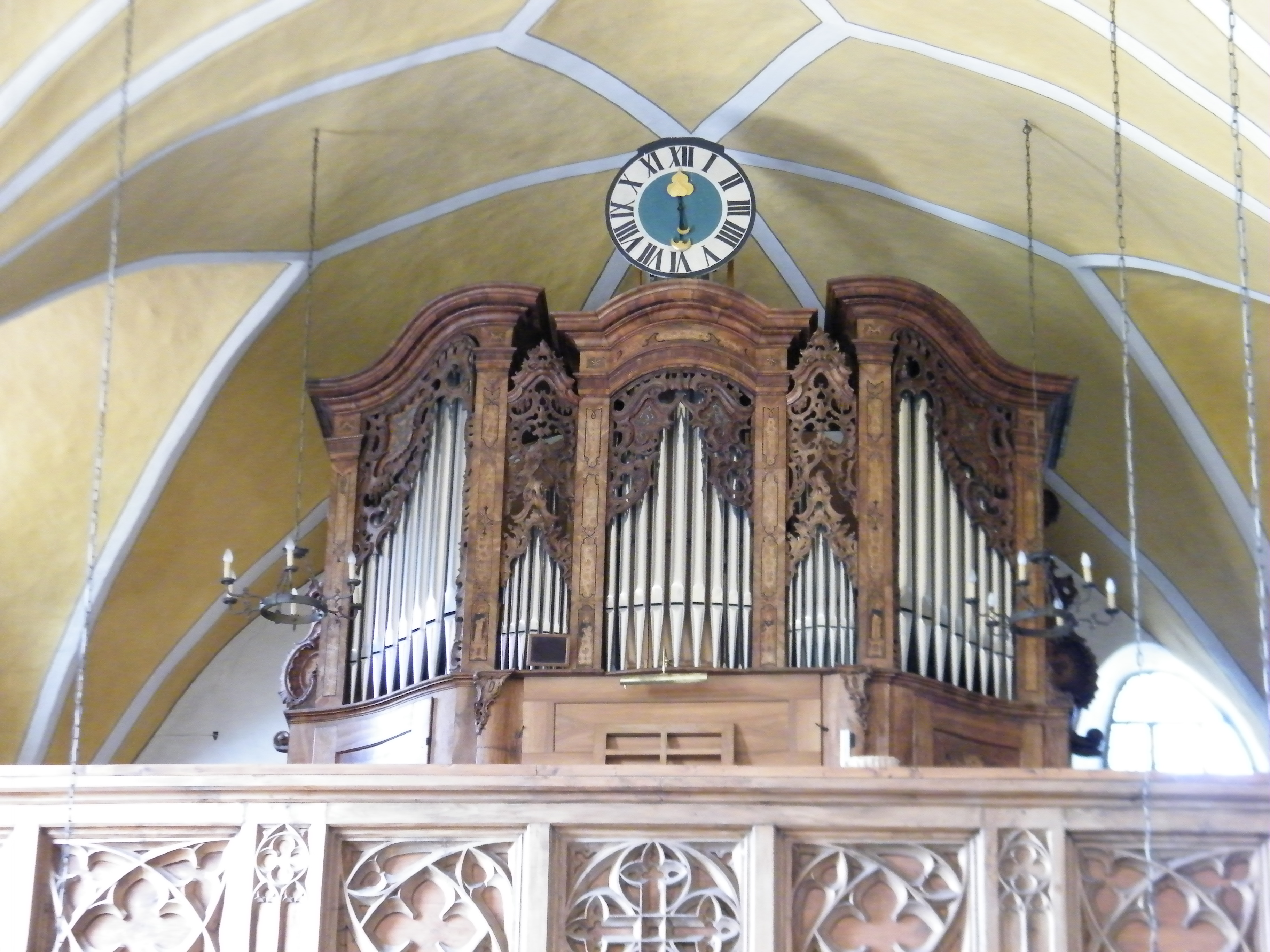
Gehäuse der ehemaligen Chororgel, bis heute erhalten in der Pfarrkirche Aich bei Vilsbiburg

Die Chororgel war um 1759 von Johann Schweinacher geschaffen worden, ursprünglich vielleicht für die Klosterkirche Seligenthal. Bald nach ihrer Erbauung muss sie jedoch in der Dominikanerkirche aufgestellt worden sein. Im Zuge der Säkularisation des Dominikanerklosters wurde die Orgel ins Kloster Seligenthal verbracht, wo sie 1812 restauriert wurde. 1856 gelangte sie durch Kauf in die Pfarrkirche St. Ulrich in Aich bei Bodenkirchen. Dort ist bis heute der Prospekt mit Intarsienarbeiten des berühmten Landshuter Bildhauers Christian Jorhan d. Ä. erhalten. Der ehemalige Standplatz der Orgel in der Dominikanerkirche ist durch die erhaltenen Umrisse des Orgelfußes im Holzboden des Psallierchores nach wie vor deutlich zu erkennen. Anstelle der Orgel wurde Anfang des 20. Jahrhunderts ein über sechs Meter langer Sakristeischrank im Psallierchor aufgestellt, um die profane Rückseite der Altarmensa zu verdecken. Der Schrank ist im Rokokostil ausgeführt und dürfte daher aus der Entstehungszeit der Kirche stammen.

### Glocken
Aufgrund des nicht mehr vorhandenen Dachreiters verfügt die Dominikanerkirche über kein Geläut. Die sonntäglichen Gottesdienste werden von der nur rund 100 Meter entfernten Pfarrkirche St. Jodok aus eingeläutet. Welche Glocken früher vorhanden waren, ist nicht bekannt.

## Heutige Nutzung der Kirche
In der Kirche findet am Sonntag um 11.30 Uhr regulär eine Messe der Pfarrei St. Jodok statt. Da die Dominikanerkirche nicht beheizbar ist, werden in den Wintermonaten keine Gottesdienste abgehalten. Auch in den Sommerferien entfällt die Sonntagsmesse. Aufgrund ihrer Raumideale, ihrer guten Akustik und der klangvollen Orgel findet die Kirche zuweilen auch als Konzertraum Verwendung. Zudem ist sie seit 2007 Hauptausstellungsort des Landshuter Krippenweges, den sie damals von der renovierungsbedürftigen Jesuitenkirche übernahm.
Die südlich an die Hauptkirche angrenzende Maria-Hilf-Kapelle werden von der russisch-orthodoxen Gemeinde Landshuts als St.-Nikolaus-Kirche genutzt.